# 文化研究
文化研究結合了社會學、文學理論、媒體研究與文化人類學來研究社會中的文化現象。文化研究者時常關注某個現象是如何與意識形態、種族、社會階級或性別等議題產生關連。

## 歷史

### 起源
1956年，英國學者雷蒙·威廉斯和理查德·霍加特對於當時英國文學研究中的「大敘事」不滿，認為文學不僅是為了受過高等教育的白人，而是更應該接近勞工階級。因為中下階層的大眾更喜歡通俗文化，所以後來的「文化研究」也逐漸以通俗文化（Popular Culture）為主要研究範圍，故此威廉士和霍加特於1964年成立了著名的伯明罕当代文化研究中心，伯明罕學派之名也不脛而走。
文化研究關心的是日常生活中的意義與活動。文化活動是指某個文化中的人們如何去進行某些事情（比如說觀看電視或外出用餐），而他們之所以這樣去進行事情則與某些文化意義有關。
在齊亞丁·薩達爾的《文化研究介紹》（Introducing Cultural Studies）一書中，列舉了以下五個主要的文化研究特色：
- 文化研究意在檢視其主題中的文化活動以及文化活動與權力的關係。
- 文化研究的目的在於了解文化所有的複雜樣貌，以及分析社會與政治脈絡中的文化展現。
- 文化研究是研究的客體，同時也是政治批評與政治行動的場域。
- 文化研究試圖揭露與調解知識的分歧，試圖克服內隱知識（tacit knowledge，也就是文化知識）與客觀知識（objective knowledge）這兩者之間的裂縫。
- 文化研究致力於對現代社會進行道德評價，以及進行激進的政治行動。

### 發展
1970年代文化研究領域開啟了之後，英國學者與美國學者之間發展出不太一樣的文化研究路線。英國的文化研究路線通常表現出明顯的政治左派觀點，並且批評資本主義大眾文化；它吸取了法蘭克福學派批判「文化工業」（也就是大眾文化）的某些觀點。這種觀點出現在早期英國文化研究學者的著作中，比如雷蒙·威廉斯與保羅·吉洛伊的著作。
相反地，美國的文化研究路線最初關注的，是從觀眾對大眾文化的反應與使用中去了解其主觀與正當的那一面；美國文化研究者會寫關於球迷影迷這類瘋狂愛好者（fandom）的解放面向。請見如約翰·吉勒里這些批評家的著作。然而，美國與英國兩個路線之間的區別已經逐漸消失了。
有些學者，尤其是英國的早期文化研究，會將馬克思主義模型應用在這個領域中。正統的馬克思主義思想主要著焦於意義的生產之上。它假設存在有一種文化的大批生產，而權力則為那些生產文化產物的人所擁有。在馬克思主義觀點中，那些控制了生產工具（經濟基礎）的人，本質上就控制了文化。
文化研究的其他路線，比如說女性主義文化研究以及美國後期的文化研究發展，則遠離這種決定論觀點。他們批評馬克思主義為所有的文化產品都假設了一個單獨的、支配性的意義。非馬克思主義的研究者認為，不同的文化產物消費方式也會影響到產品的意義。
另外一個文化研究的主要批判點是傳統上會將消費者視為是被動的。有些人挑戰這種觀點，並且特別強調人們會用不同的方式來閱讀、接收與詮釋文化文本。一個消費者可以挪用、積極地拋棄以及挑戰一個產品的意義。這個路線將焦點從物品的生產轉到其他面向上。他們認為消費也具有同等重要的地位，因為消費者消費產品的方式會賦予物品以意義。有些人則將生產活動與認同作了緊密的連結。斯圖亞特·霍爾（Stuart Hall）在這方面具有很大的影響。某些評論家會把這種意義的轉換形容是「文化轉向」（cultural turn）。
在文化研究的脈絡下，「文本」（text）這個概念不只是在講書寫下來的文字，還包括了電影、攝影、時尚或髮型；文化研究的文本對象包含了所有有意義的文化產物。同樣地，「文化」這個概念也被擴大。對一個文化研究者來說，「文化」不只是傳統上所謂的精緻藝術（high art）與普普藝術（popular art），還包括了所有日常的意義與活動。事實上，上述的後者已經變成了文化研究中的主要研究對象。

## 比較
- 文化
- 文化歷史
- 文化認同
- 文化理論
- 文化再生產
- 文化工業
- 文化戰爭
- 都市文化研究

## 其他主題
- 後現代主義
- 酷兒理論
- 大眾文化
- 大眾文化研究
- 性別研究
- 東方主義
- 批判理論
- 法蘭克福學派
- 後馬克斯主義
- 女性主義
- 符號學
- 社會建構論
- 新音樂學
- 羅蘭·巴特的《神話學》

## 文化研究理論家
- 雷蒙‧威廉斯 ( Raymond Williams )
- 李察‧霍加特( Richard Hoggart )
- 保羅·吉洛伊（Paul Gilroy）
- 狄奧多·阿多諾（Theodor Adorno）
- 米歇爾·傅科（Michel Foucault）
- 阿圖塞（Louis Althusser）
- 雅克·拉岡（Jacques Lacan）
- 雅克·德希達（Jacques Derrida）
- 尤爾根·哈貝馬斯（Jürgen Habermas）
- 布希亞（Jean Baudrillard）
- 史都華·赫爾（Stuart Hall）
- 羅蘭·巴特(Roland Barthes)
- 華特·班雅明（Walter Benjamin）
- 皮耶·布迪厄（Pierre Bourdieu）

## 其他定義
在另外一個有些微關係但不同的用法裡，文化研究這個名詞有時會用來當作區域研究（area studies）的同義詞。區域研究這個名詞是用來指稱針對特別一個文化來進行的學術研究，比如說伊斯蘭研究、亞洲研究、非洲研究等等。